# Burke (cráter)
Burke es un cráter de impacto de 28,5 km de diámetro del planeta Mercurio. Debe su nombre a la actriz estadounidense Billie Burke (1884-1970), y su nombre fue aprobado por la  Unión Astronómica Internacional en 2015.